# Uncja
Die polnische Uncja als Gewichtsmaß war die Unze mit unterschiedlicher Masse.
In der Maßreihe des Medizinalgewichtes war
- 1 Uncja/Unze  = 29 8/9 Gramm

Beim Handelsgewicht waren 
- 1 Uncja = 2 Łut/Lot = 8 Drachma = 24 Skrupuł = 675 Gran = 3168 Granik = 25,344 Milligran
- 16 Uncja = 1 Funt
- 400 Uncja = 1 Kamień/Stein
- 1600 Uncja = 1 Centnar